# 기 (행정 구역)
기(중국어: 旗, 병음: qí, 몽골어: ᠬᠣᠰᠢᠭᠤ Hôxûû 호후, 만주어: ᡤᡡᠰᠠ gūsa 구사)는 중화인민공화국 내몽골 자치구의 행정 단위이다.
기는 청나라 때 도입된 것으로, 만주 팔기군에 속한 사람들을 제외하고 몽골족을 기로 편성하였다. 각각의 기들은 숨(Sum)이라는 하위 행정 구역으로 세분되었다. 내몽골에서 몇몇 기들은 맹(盟)을 구성했다. 나머지 외몽골과 신장, 칭하이에서는 아이막(Aimag)이 가장 큰 행정 단위였다. 청나라는 몽골인들이 다른 기로 넘어가는 것을 제한하는 한편, 중국 본토에서의 인구 유입으로부터 몽골족을 보호하였다. 현재 52개(3개 자치기 포함)가 있다.

## 같이 보기
- 팔기제